# 대한민국의 국방부 차관보
국방부 차관보(國防部 次官補)는 국방부 장관이 특히 지시하는 사항에 관하여 장관과 차관을 직접 보좌하는 참모기관이다.
해당 직책은 1971년 9월 이후부터 때때로 군무원 외에도 현역 소장 또는 현역 중장이 임명되기도 하며 해당 직책 창설 초기인 1955년 2월부터 16년 이후 1971년 9월까지는 주로 대부분 군무원, 현역 준장, 현역 소장, 현역 중장 등 이렇게 네 가지 신분에 해당되는 이가 임명되었었다.

## 임명
- 국방부 차관보는 대통령이 임명한다.

## 역할
국방부 차관보는 장관과 차관을 보좌하여 소관사무를 처리하고 군인 및 소속 공무원을 지휘·감독하며, 차관이 사고로 직무를 수행할 수 없으면 그 직무를 대행한다.

## 역대 차관보

### 국방부재정차관보(국방부이재차관보)
제1공화국
- 장건식(張健植), 1955년 2월 26일 ~ 1956년 1월 26일, 현역 해군 준장, 재정담당차관보
- 안춘생(安椿生), 1956년 1월 27일 ~ 1956년 7월 26일, 현역 육군 소장, 재정차관보
- 이효(李曉), 1956년 7월 26일 ~ 1956년 8월 1일, 재정차관보 직무대리, 관리국장 겸직, 현역 육군 준장
- 김용택(金容澤), 1956년 8월 1일 ~ 1957년 8월 8일, 이재담당 차관보
- 직무대리, 백선진(白善鎭), 1957년 8월 8일 ~ 1957년 8월 12일, 이재담당 차관보 직무대리, 현역  육군 소장
- 백선진(白善鎭), 1957년 8월 12일 ~ 1959년 7월 20일, 이재담당 차관보, 현역 육군 소장
- 박임항(朴林恒), 1959년 7월 20일 ~ 1960년 2월 15일, 재정차관보, 현역 육군 소장
- 안춘생(安椿生), 1960년 2월 15일 ~ 1960년 5월 27일, 재정차관보, 현역 육군 중장
- 박충훈(朴忠勳), 1960년 2월 15일 ~ 1960년 5월 27일, 이재차관보, 현역 공군 준장
- 이맹기(李孟基), 1960년 5월 27일 ~ 1960년 6월 27일, 재정차관보, 현역 해군 소장
- 김동하(金東河), 1960년 5월 27일 ~ 1960년 6월 27일, 이재차관보, 현역 해병 소장

제2공화국
- 김재명(金在命), 1960년 6월 27일 ~ 1962년 6월 23일, 이재담당 차관보, 현역 육군 준장
- 김태동(金泰東), 1962년 6월 23일 ~ 1962년 11월 11일, 이재담당 차관보, 기획조정관 겸직

### 국방부 동원차관보
제1공화국
- 박시창(朴始昌), 1955년 2월 26일 ~ 1955년 8월 18일[1], 동원담당 차관보, 현역 육군 소장
- 이용운(李龍蕓), 1955년 8월 18일 ~ 1956년 1월 25일[2], 동원담당 차관보, 현역 해군 소장
- 윤병현(尹昞賢), 1956년 1월 25일 ~ 1956년 2월 15일, 동원담당 차관보, 현역 육군 중장
- 강영훈(姜英勳), 1956년 2월 15일 ~ 1956년 7월 31일, 동원차관보, 현역 육군 중장
- 양정수(楊貞秀), 1956년 8월 1일 ~ 1957년 8월 16일, 동원차관보, 공군 준장 예편
- 김종면(金宗勉), 1957년 8월 17일 ~ 1960년 5월 27일, 동원담당 차관보, 육군 준장 예편
- 신현준(申鉉俊), 1960년 5월 27일 ~ 1960년 6월 27일, 동원차관보, 현역 해병 중장
- 안춘생(安椿生), 1960년 6월 27일 ~ 1960년 7월 28일, 동원차관보, 현역 육군 중장

제2공화국
- 황헌친(黃憲親), 1960년 7월 28일 ~ 1961년 7월 4일, 동원차관보, 육군 준장 예편

### 국방부 차관보(국방부일반차관보)
제2공화국
- 안춘생(安椿生), 1960년 5월 27일 ~ 1960년 6월 27일, 일반차관보, 현역 육군 중장
- 김점곤(金点坤), 1960년 6월 28일 ~ 1960년 7월 28일, 일반차관보, 현역 육군 소장
- 안춘생(安椿生), 1960년 7월 28일 ~ 1960년 11월 29일, 일반차관보, 현역 육군 중장
- 신응균(申應均), 1960년 11월 29일 ~ 1960년 12월 13일, 차관보, 현역 육군 중장
- 안춘생(安椿生), 1960년 12월 13일 ~ 1961년 1월 9일, 일반차관보, 육군 중장 예편
- 신현준(申鉉俊), 1961년 1월 9일 ~ 1961년 7월 4일, 차관보, 해병 중장 예편
- 김점곤(金点坤), 1961년 7월 4일 ~ 1961년 8월 21일, 일반차관보, 현역 육군 소장
- 박충훈(朴忠勳), 1961년 8월 21일 ~ 1961년 10월 12일, 차관보, 경리국장 겸직, 현역 공군 소장
- 김점곤(金点坤), 1961년 10월 12일 ~ 1962년 6월 22일, 일반차관보, 재직 중인 1962년 3월 17일 육군 소장 예편됨

### 국방부 운영차관보
제2공화국
- 김점곤(金点坤), 1962년 6월 23일 ~ 1962년 10월 16일, 운영담당 차관보
- 김계원(金桂元), 1962년 10월 16일 ~ 1963년 6월 1일, 운영담당 차관보, 현역 육군 소장
- 직무대리 양봉직(楊鳳稙), 1963년 6월 1일 ~ 1963년 7월 1일, 현역 육군 준장

제3공화국
- 황엽(黄燁), 1963년 7월 1일 ~ 1964년 1월 6일, 운영담당 차관보, 육군 소장 예편
- 김상길(金相吉), 1964년 1월 6일 ~ 1965년 4월 15일, 운영차관보, 현역 해군 준장
- 윤일균(尹鎰均), 1965년 4월 15일 ~ 1965년 12월 3일, 운영차관보, 공군 준장 예편

### 국방부 인력차관보
제3공화국
- 임충식(任忠植), 1963년 12월 28일 ~ 1965년 3월 26일, 현역 육군 중장
- 윤일균(尹鎰均), 1965년 3월 26일 ~ 1965년 4월 15일, 현역 공군 준장
- 문형태(文亨泰), 1965년 4월 15일 ~ 1967년 4월 10일, 현역 육군 중장
- 직무대리, 김용국 1967년 4월 10일 ~ 1967년 7월 11일, 현역 해병 소장, 기획국장 겸직
- 직무대리, 유근창(柳根昌), 1967년 7월 11일 ~ 1967년 7월 31일, 현역 육군 중장
- 유근창(柳根昌), 1967년 8월 1일 ~ 1968년 8월 5일, 현역 육군 중장
- 직무대리, 김용국 1968년 8월 5일 ~ 1968년 8월 10일, 현역 해병 소장, 기획국장 겸직
- 현석주(玄錫朱), 1968년 8월 10일 ~ 1970년 1월 20일, 현역 육군 소장
- 최세인(崔世寅), 1970년 1월 20일 ~ 1970년 7월 4일, 현역 육군 중장
- 이민우(李敏雨), 1970년 7월 4일 ~ 1971년 9월 24일
- 김재명(金在命), 1971년 9월 24일 ~ 1972년 7월 22일, 현역 육군 중장
- 정재석(丁渽錫) 1972년 7월 22일 ~ 1972년 7월 29일

제4공화국
- 고광도(高光道), 1972년 7월 29일 ~ 1974년 9월 29일
- 조문환(曺文煥), 1978년 9월 29일 ~ 1979년 2월 11일
- 김정호 1979년 2월 11일 ~ 1979년 9월 26일, 현역 해병 중장

제5공화국
- 전형일 1979년 9월 26일 ~ 1980년 10월 30일

### 국방부 관리차관보
제3공화국
- 김희덕(金熙德) 1963년 12월 28일 ~ 1964년 8월 26일
- 직무대리, 장우주(張禹疇) 1964년 8월 27일 ~ 1965년 1월 8일, 현역 육군 중장
- 장우주(張禹疇) 1965년 1월 8일 ~ 1966년 1월 14일, 현역 육군 중장
- 김희덕(金熙德) 1966년 1월 14일 ~ 1966년 1월 20일, 현역 육군 소장
- 장춘권(張春權) 1966년 1월 20일 ~ 1966년 7월 18일, 현역 육군 중장
- 김상복(金相福) 1966년 7월 18일 ~ 1968년 2월 14일
- 직무대리, 김용국(金龍國) 1968년 2월 14일 ~ 1968년 3월 6일, 현역 해병 소장, 기획국장 겸직
- 전부일(全富一) 1968년 3월 6일 ~ 1970년 7월 19일, 현역 해병 소장
- 김연상(金然翔) 1970년 7월 19일 ~ 1971년 6월 1일, 현역 해병 소장
- 박원근(朴元根) 1971년 6월 1일 ~ 1971년 8월 25일
- 김희덕(金熙德) 1971년 8월 26일 ~ 1971년 9월 14일
- 직무대리 이민우(李敏雨) 1971년 9월 14일 ~ 1971년 9월 24일
- 이민우(李敏雨) 1971년 9월 24일 ~ 1972년 6월 1일
- 직무대리 윤태호(尹泰皓) 1972년 6월 1일 ~ 1972년 6월 9일

제4공화국
- 윤태호(尹泰皓) 1972년 6월 9일 ~ 1973년 6월 19일
- 박희동(朴熙東) 1973년 6월 19일 ~ 1975년 12월 11일
- 이건영(李建榮), 1976년 1월 20일 ~ 1977년 2월 1일, 현역 육군 중장
- 김학원(金學洹), 1977년 2월 1일 ~ 1977년 8월 31일
- 최동규(崔東奎), 1977년 9월 1일 ~ 1979년 12월 27일, 민간인 출신

제5공화국
- 김흥기(金興起), 1979년 12월 28일 ~ 1981년 1월 8일
- 신치구(申致求), 1981년 1월 8일 ~ 1981년 1월 27일, 현역 육군 소장
- 조경식(曺京植) 1981년 1월 27일 ~ 1981년 10월 15일

### 국방부 군수차관보
제3공화국
- 남철(南鐵) 1963년 12월 28일 ~ 1965년 3월 11일, 현역 해군 소장
- 김동빈(金東斌) 1965년 3월 11일 ~ 1966년 7월 18일
- 직무대리, 박중윤(朴重潤) 1966년 7월 18일 ~ 1966년 7월 31일
- 직무대리, 김용국(金龍國) 1966년 7월 31일 ~ 1967년 4월 14일, 현역 해병 소장, 기획국장 겸직
- 박중윤(朴重潤) 1967년 4월 14일 ~ 1968년 2월 29일
- 김종호(金宗鎬) 1968년 2월 29일 ~ 1968년 3월 6일
- 이규학(李圭學) 1968년 3월 6일 ~ 1969년 2월 25일, 현역 육군 중장
- 직무대리 김재명(金在命), 1969년 2월 25일 ~ 1969년 3월 20일, 현역 육군 소장
- 직무대리, 신원식(申元植) 1969년 3월 20일 ~ 1969년 4월 16일, 현역 육군 소장
- 신원식(申元植) 1969년 4월 17일 ~ 1972년 1월 3일, 현역 육군 소장
- 정재석(丁渽錫), 1972년 1월 4일 ~ 1972년 1월 7일, 관료

제4공화국
- 최광수(崔侊洙), 1972년 1월 8일 ~ 1973년 10월 19일, 관료
- 백석주(白石柱)
- 유학성(兪學聖) 1978년 ~ 1979년, 현역 육군 중장
- 박찬긍(朴賛兢) 1979년 ~ 1980년 2월 22일, 현역 육군 중장

### 국방부 행정차관보
제3공화국
- 김상길(金相吉), 1965년 4월 15일 ~ 1968년 2월 29일, 현역 해군 소장
- 이희근(李喜根), 1968년 2월 29일 ~ 1970년 3월 2일, 현역 공군 소장
- 이상열(李相悅), 1970년 3월 2일 ~ 1970년 6월 29일, 현역 육군 소장
- 김계일, 1970년 6월 29일 ~ 1971년 7월 20일, 현역 육군 준장
- 천주원, 1971년 7월 20일 ~ 1971년 9월 29일, 현역 육군 준장

제4공화국
- 한상권, 1971년 9월 29일 ~ 1978년 8월 23일
- 신현수, 1978년 8월 23일 ~ 1978년 10월 11일
- 최갑석(崔甲錫), 1978년 10월 11일 ~ 1979년 3월 2일, 현역 육군 소장
- 신현수, 1979년 3월 2일 ~ 1979년 5월 7일, 육군 중장 예편
- 서동렬(徐東烈), 1979년 5월 7일 ~ 1979년 8월 21일, 현역 공군 소장
- 권영각(權寧珏), 1979년 8월 21일 ~ 1979년 12월 20일, 현역 육군 소장

제5공화국
- 우국일(禹國一), 1979년 12월 20일 ~ 1980년 9월 9일, 현역 육군 소장
- 강신구(姜信球), 1980년 9월 9일 ~ 1981년 1월 27일, 현역 공군 소장
- 신치구(申致求), 1981년 1월 27일 ~ 1981년 3월 27일, 현역 육군 소장

### 국방부 정무차관보
- 김종태 1975년 3월 24일 ~ 1978년 9월 22일

### 국방부 방위산업차관보
제4공화국
- 이범준(李範俊), 1977년 9월 8일 ~ 1980년 2월 22일, 현역 육군 중장

제5공화국
- 박찬긍(朴賛兢), 1980년 2월 22일 ~ 1980년 9월 9일, 현역 육군 중장

### 국방부 혁신차관보
- 최기덕(崔璂德), 1980년 6월 27일 ~ 1981년 2월 6일, 현역 해병 소장

### 국방부 제1차관보
- 우국일(禹國一), 1980년 9월 9일 ~ 1981년 10월 15일, 현역 육군 소장
- 한상권(韓相權), 1981년 10월 15일 ~ 1982년 6월 29일
- 최성택(崔性澤), 1982년 6월 29일 ~ 1983년 4월 8일, 육군 중장 예편
- 노정기(盧正基), 1983년 4월 8일 ~ 1984년 2월 15일, 현역 육군 소장
- 김진영(金振永), 1984년 2월 15일 ~ 1984년 2월 22일, 현역 육군 소장
- 신치구(申致求), 1984년 2월 22일 ~ 1984년 2월 29일, 현역 육군 소장

### 국방부 제2차관보
- 김재명(金在明), 1980년 9월 9일 ~ 1981년 10월 15일, 육군 소장 예편
- 조경식(曺京植), 1981년 10월 15일 ~ 1982년 1월 16일
- 강신조(姜信祚), 1982년 1월 16일 ~ 1984년 2월 29일

### 국방부 혁신기획차관보
- 최기덕(崔璂德), 1981년 2월 6일 ~ 1981년 3월 16일, 현역 해병 소장
- 이상규, 1981년 3월 16일 ~ 1981년 12월 15일, 현역 육군 소장
- 박희재(朴喜宰), 1981년 12월 15일 ~ 1982년 12월 28일, 현역 해병 소장
- 임헌표(林憲杓), 1982년 12월 28일 ~ 1984년 2월 22일, 현역 육군 소장
- 김진영(金振永), 1984년 2월 22일 ~ 1984년 3월 14일, 현역 육군 소장
- 권영해(權寧海), 1984년 3월 14일 ~ 1984년 3월 21일, 현역 육군 소장

### 국방부 사무차관보
- 우국일(禹國一), 1981년 10월 15일 ~ 1983년 4월 8일, 육군 중장 예편
- 신치구(申致求), 1983년 4월 8일 ~ 1983년 10월 10일, 현역 육군 소장
- 정도영(鄭도영), 1983년 10월 10일 ~ 1985년 10월 19일, 육군 소장 예편

### 국방부 군수방위산업차관보
- 노정기(盧正基), 1984년 2월 15일 ~ 1985년 5월 31일, 육군 소장 예편

### 국방부 제1문민정책차관보
- 손병익, 1994년 12월 30일 ~ 1995년 5월 21일
- 양상태, 1995년 5월 21일 ~ 1996년 12월 31일

### 국방부 제2문민정책차관보
- 윤종호, 1994년 12월 30일 ~ 1996년 12월 31일

### 국방부 혁신정책차관보
- 윤종호(尹鍾皓), 2000년 6월 13일 ~ 2000년 8월 28일, 현역 육군 소장

### 국방부 혁신참여정책차관보
- 이상로(李相魯), 2006년 1월 23일 ~ 2006년 4월 28일, 현역 해병 소장

## 같이 보기
- 국방부
- 국방부 장관
- 국방부 차관